# Чупров, Игорь Иосифович
Игорь Иосифович Чупров (род. 16 августа 1940) — советский и российский инженер, доктор технических наук (1987), профессор, лауреат Государственной премии СССР (1985).

## Биография
Родился 16 августа 1940 году в селе Усть-Цильма. В 1958 году окончил Нарьян-марскую среднюю школу № 1. В 1963 году окончил физический факультет Ленинградского государственного университета. С 1963 по 1980 годы работал инженером, старшим инженером, старшим научным сотрудником, начальником сектора. С 1980 по 1991 годы был начальником Каунасского НИИ радиоизмерительной техники в Литве. С 1991 года организатор и директор Курского специального конструкторского бюро «Риф».
В 1972 году защитил кандидатскую диссертацию. В 1987 году доктор технических наук. В 1985 году лауреат Государственной премии СССР в области науки и техники. Профессор Курского технического университета. Автор 73 научно-технических работ, имеет 15 авторских свидетельств и патентов на изобретения. В 1976 году награждён орденом Трудового Красного Знамени за создание радиоизмерительных приборов и комплексов для нужд обороны, знаком «Изобретатель СССР», золотыми и серебряными медалями ВДНХ.